# Белинская, Наталья Владимировна
Ната́лья Влади́мировна Бели́нская (род. 21 января 1983) — российская легкоатлетка, специалистка по прыжкам с шестом. Выступала на профессиональном уровне в 1997—2005 годах, обладательница бронзовой медали чемпионата мира среди юниоров, победительница и призёрка первенств всероссийского значения, участница чемпионата Европы в помещении в Мадриде и Кубка Европы во Флоренции. Представляла Московскую область.

## Биография
Наталья Белинская родилась 21 января 1983 года. Занималась лёгкой атлетикой в городе Клин Московской области, проходила подготовку под руководством тренера Сергея Александровича Савельева.
Впервые заявила о себе в прыжках с шестом в сезоне 1997 года, когда стала седьмой на юношеском всероссийском первенстве в Липецке.
В 1999 году на юношеском всероссийском первенстве во Владимире была пятой в прыжках с шестом и седьмой в прыжках в высоту.
В 2000 году одержала победу на соревнованиях в Екатеринбурге, выиграла серебряную медаль на чемпионате России среди юниоров в Краснодаре.
В 2002 году выиграла зимний и летний чемпионаты России среди юниоров. Попав в состав российской сборной, выступила на юниорском мировом первенстве в Кингстоне, где завоевала бронзовую награду.
В 2003 году получила серебро на Мемориале братьев Знаменских в Туле.
В 2004 году победила на Мемориале Дьячкова в Москве, стала второй на молодёжном всероссийском первенстве в Москве и четвёртой на зимнем чемпионате России в Москве. Летом выиграла серебряную медаль на всероссийских соревнованиях в Туле, превзошла всех соперниц на Мемориале Куца в Москве и на Кубке России в Туле (здесь установила личный рекорд на открытом стадионе — 4,40 метра), была пятой на международном турнире в Греции и четвёртой на летнем чемпионате России в Туле.
В 2005 году стала серебряной призёркой на турнире «Русская зима» в Москве, с личным рекордом в помещении 4,50 метра выиграла бронзовую медаль на международном турнире в Штутгарте, взяла бронзу на молодёжном всероссийском первенстве в Москве. Благодаря череде удачных выступлений удостоилась права защищать честь страны на чемпионате Европы в помещении в Мадриде — в финале прыжков с шестом взяла высоту 4,45 метра, расположившись в итоговом протоколе соревнований на седьмой строке. Позднее завоевала серебряные награды на всероссийских соревнованиях в Сочи и на международном турнире в Сопоте, заняла пятое место на Кубке Европы во Флоренции. По окончании сезона завершила спортивную карьеру.
Окончила Российский государственный университет физической культуры, спорта, молодёжи и туризма. Впоследствии работала в Клинской спортивной школе олимпийского резерва имени М. В. Трефилова, занимала должность заместителя директора.